# Carabaya (tỉnh)
Tỉnh Carabaya (tiếng Tây Ban Nha: Provincia de Carabaya) là một tỉnh thuộc vùng Puno của Peru. Tỉnh Carabaya có diện tích 12266 km², dân số thời điểm theo điều tra dân số ngày 11 tháng 7 năm 1993 là 46777 người. Tỉnh lỵ đóng ở Macusani.